# Arsanca, Vâlcea
Arsanca este un sat în comuna Mihăești din județul Vâlcea, Oltenia, România.

## Geografie

### Așezare geografică
Satul Arsanca este situat în partea de est a județului Vâlcea, la 15 km distanță de Râmnicu Vâlcea, la 9 km de Băile Govora și la 4 km de Băbeni.
Face parte din comuna Mihăești alături de localitățile Buleta, Bârsești, Govora, Gurișoara, Măgura, Mihăești, Munteni, Negreni, Rugetu, Scărișoara, Stupărei, Vulpuești.

### Rețeaua hidrografică
Arsanca este străbătută de pârâul cu același nume, ce mai apare pe unele hărți și sub denumirea de Folea.
Acest pârâu izvorăște din dealurile împădurite care separă comunele Mihăești și Francesti și este un afluent al Oltului.
Din cauza precipitațiilor reduse, în unii ani albia este lipsită de apă.

### Clima
Clima județului este temperat continentală, caracterul ei fiind pus în evidență de valorile elementelor climaterice care urmăresc îndeaproape etajele de relief.
Se caracterizează prin ierni lungi și friguroase. Clima este umedă în zonele înalte și cu temperaturi ridicate.

## Turism

### Manifestări folclorice tradiționale în zonă
- Muiereasca (ianuarie), alegerea junelui
- Ramnicu Valcea (25 februarie - 15 martie) - pridvor vâlcean
- Pietrari (10 aprilie) - Hora Costumelor
- Vladesti (mai) - Mâini de aur
- Tomsani (mai) - Fagurele de aur - Sărbătoarea apicultorilor
- Horezu (3-5 iunie) - Cocoșul de Hurez - Târg de ceramică populară românească
- Vaideeni (iunie) - Învârtita dorului - Sărbătoare folclorică păstorească
- Bunești (iunie) - Sărbătoarea căpșunelui
- Govora (2-3 iulie) - Florile Govorei
- Bujoreni (iulie) - Rapsodia plaiului vâlcean
- Ramnicu Valcea (august) - Cântecele Oltului - Manifestare folclorică interjudețeană cu participare internațională
- Babeni (septembrie) - La izvorul fermecat
- Tetoiu (octombrie) - Culesul viilor
- Dragasani (octombrie) - Festivalul viei și vinului
- Creteni (octombrie) - Strugurelul de aur
- Ionesti (octombrie) - Toamna merelor - Sărbătoarea pomicultorilor
- Otesani (octombrie) - Cântecul Luncăvățului
- Malaia (decembrie) - Florile dalbe - Concurs al obiceiurilor de iarnă din Țara Loviștei
- Bărbătești (decembrie) - Festivalul "Gheorghe Bobei"

### Obiective turistice învecinate
- Mănăstirea Arnota
- Mănăstirea Govora
- Mănăstirea Cozia
- Mănăstirea Frăsinei
- Mănăstirea Hurez
- Mănăstirea Bistrița
- Mănăstirea Stânișoara
- Mănăstirea Dintr-un Lemn
- Mănăstirea Iezeru